# Waitomophylax worthyi
Waitomophylax worthyi is een keversoort uit de familie Ulodidae. De wetenschappelijke naam van de soort is voor het eerst geldig gepubliceerd in 2002 door Leschen & Rhode.